# Abbaye d'Aldeneik
L'abbaye d'Aldeneik ou abbaye d'Aldeneyck est un ancien un monastère de moniales bénédictines, fondé en 728 à Aldeneyck dans l'actuelle commune de Maaseik, en Belgique. Les bénédictines sont remplacées par des chanoines augustins en 938.
En 1570, pendant les guerres de religion, les chanoines mettent à l'abri leur trésor religieux à l'église Sainte-Catherine de Maaseik qui dépendait de l'abbaye des chanoines. En 1797, l'abbaye ferme définitivement. Le trésor, aujourd'hui présenté dans le musée situé au sous-sol de l'église, est constitué en particulier d'un manuscrit du VIIIe siècle, le Codex Eyckensis, considéré comme le plus ancien livre de Belgique.

## Géographie
À l'origine, dans les années 720, se trouvait un ermitage chrétien situé en bord de Meuse. L'ermite attire des disciples, ce qui conduit progressivement à la fondation d'une communauté monastique au même endroit, dans l'actuelle commune de Maaseik, en Belgique, dans la province de Limbourg.

## Histoire
Dans les années 720, les deux sœurs Harlinde et Relinde fondent un ermitage sur un territoire appartenant à leur père. Avec l'appui de Willibrord d'Utrecht, l'abbaye est, plus tard, officiellement fondée et les deux sœurs en deviennent successivement première et deuxième abbesses. Elles appliquent sans doute la règle de saint Benoît. Leur vie est écrite vers 860.
L'abbaye est détruite par les raids viking au IXe siècle et au Xe siècle. Elle est finalement donnée à l'évêque de Liège, Richer, qui y installe un groupe de chanoines de saint Augustin, dirigés par un abbé en 952.
En 1570, pendant les guerres de religion, les chanoines se réfugient avec leur trésor religieux au sein de la ville voisine de Maaseik. Finalement, le trésor reste conservé au sein de l'église Sainte-Catherine qui dépendait de l'abbaye canoniale. En 1797, l'abbaye est définitivement fermée. Seule subsiste l'église abbatiale, dédiée à sainte Anne au XVIIIe siècle et devenue église paroissiale.

## Le trésor de l'abbaye
Le trésor de l'abbaye, conservé dans l'actuelle église Sainte-Catherine de Maaseik, est présenté au sein d'un musée situé au sous-sol de l'église. Il est constitué d'une collection de vêtements et broderies liturgiques anglo-saxonnes datant du VIIIe siècle, ainsi que d'un manuscrit de la même époque, le Codex Eyckensis, considéré comme le plus ancien livre de Belgique. On y trouve par ailleurs les reliques des deux fondatrices, du mobilier et des vêtements liturgiques de la fin du Moyen Âge.